# 湖里河
湖里河，也称石咀河，位于中华人民共和国辽宁省庄河市东部的一条河流，发源于塔岭镇牧牛镇隈子村以东的围场沟北山，向西流至李小店屯转南流，注入转角楼水库，出库后向东南流，经青堆镇胡沟村、新华村、鞍子山乡黄柏树村、鞍子山村、青堆镇政府驻地、盛家村等地后注入黄海青堆子湾。河流全长44千米，流域面积440平方千米，河道平均比降4.1‰，年均径流量2.46亿立方米。流域内以种植水稻、玉米等为主，河口一带水产丰富。